# Heinrich Schlattmann
Heinrich Schlattmann (* 6. Januar 1884 in Dortmund-Eving; † 24. Januar 1943 in Berlin-Nikolassee) war ein hoher deutscher Staatsbeamter zur Zeit des Nationalsozialismus, der maßgeblich daran beteiligt war, den republikanischen Föderalismus im Bereich der staatlichen Bergbau-Verwaltung abzulösen und durch den totalitären Zentralismus zu ersetzen.

## Leben und Wirken

### Frühe Jahre
Heinrich Schlattmann war der Sohn des Evinger Landwirts Heinrich Carl Schlattmann und dessen Ehefrau Friederike. Er besuchte von 1894 bis 1903 die Real- bzw. die Oberrealschule in Dortmund bis zum Abitur und durchlief anschließend eine Ausbildung für den höheren Staatsdienst in der preußischen Bergverwaltung. Zwischen 1904 und 1907 studierte er an der Universität bzw. an der königlichen Bergakademie Berlin. 1912 wurde er zum Bergassessor ernannt. Danach nahm Schlattmann eine Tätigkeit in der freien Wirtschaft auf und leistete Kriegsdienst im Ersten Weltkrieg. 1920 kehrte er in den öffentlichen Dienst der preußischen Bergverwaltung zurück, wo er zunächst als Hilfsarbeiter des Kollegiums am Oberbergamt Dortmund Dienst tat. Nach raschem Aufstieg (1921 Bergrat, 1925 Oberbergrat, 1929 Oberbergamtsdirektor) wurde er als Berghauptmann in den Oberbergamtsbezirk Breslau versetzt.

### Maßgebliche Beteiligung an der Integration des Montansektors in die NS-Autarkiepolitik
Obwohl Schlattmann nicht der NSDAP angehörte, wurde er Mitte 1934 auf Betreiben von Hjalmar Schacht zum Oberberghauptmann und Ministerialdirektor im Reichswirtschaftsministerium (RWM) ernannt. In dieser Funktion unterstützte Schlattmann die Eingliederung und Unterordnung des bislang selbständigen preußischen Ministeriums für Wirtschaft und Arbeit unter das neu gebildete Reichs- und Preußische Wirtschaftsministerium. Im Februar 1935 verloren – nach Preußen – nun auch die übrigen deutschen Länder durch ein Reichsgesetz ihre Kompetenzen für den Bergbau an das RWM. „Für den Montansektor innerhalb der Wirtschaftsbürokratie bedeutete dies die Auflösung des republikanischen Föderalismus zugunsten der Durchsetzung des totalitären Zentralismus als wesentliches Element der nationalsozialistischen ‚Machtergreifung‘. Als oberster Bergbeamter, wie auch als Aufsichtsratsvorsitzender zahlreicher staatlicher Bergwerksgesellschaften war S[chlattmann] maßgeblich an der Integration des d[eutschen] Montanwesens in die nationalsozialistische Autarkie- und Aufrüstungspolitik beteiligt.“

### Das Schlattmann-Programm von 1935: Fördersteigerungen auf Staatsbefehl
Als Folge der Weltwirtschaftskrise erlöste die deutsche Exportwirtschaft seit Anfang der 1930er Jahre nicht in hinreichendem Umfang Devisen, um die für die Produktion notwendigen Rohstoffe importieren zu können. Die anhaltende Rohstoff- und Devisenknappheit behinderte zudem die Pläne der NSDAP einer beschleunigten Aufrüstung. Vor diesem Hintergrund drängten Schacht und Schlattmann die deutsche Stahlindustrie, größere Mengen inländischer Eisenerze zu fördern und zu verhütten. Dies stieß wegen der hohen Förder- und Verhüttungskosten der in chemischer und physikalischer Hinsicht außerordentlich problematischen Erze auf wenig Gegenliebe. Nach längeren Verhandlungen akzeptierte die Ruhrindustrie Ende 1935 endlich das sog. Schlattmann-Programm, das eine zusätzliche Förderung von 5,8 Mio. t Eisenerz mit einem Eisengehalt von 1,7 Mio. t vorsah. Wilhelm Keppler, Hitlers Wirtschaftsberater, forderte aus rüstungswirtschaftlichen Erwägungen heraus jedoch weitaus höhere Fördersteigerungen. Schacht und Schlattmann lehnten dies strikt ab, weil sie die internationale Wettbewerbsfähigkeit der deutschen Exportwirtschaft nicht gefährden wollten. So teilte Schacht dem Reichsarbeitsministerium am 11. November 1935  mit, die deutschen Bergwerksbetriebe seien künftig so zu stellen, „dass sie in Kriegszeiten schnell eine notwendige grosse Steigerung der Erzeugung ermöglichen, dass sie aber nicht allzu umfangreich entwickelt werden dürfen, um in Zeiten normalen internationalen Güteraustausches nicht Betriebseinschränkungen erleiden zu müssen, die mit einer Arbeiterentlassung und Kapitalvergeudung verbunden sein würden.“

### Scheitern am Vierjahresplan von 1936
Der Konflikt zwischen autarkiegestützter Aufrüstung und weltwirtschaftlicher Integration endete mit einer vollständigen Niederlage Schlattmanns und Schachts. Mit dem Ziel, die deutsche Wirtschaft binnen vier Jahren kriegsfähig zu machen, entschloss sich Adolf Hitler im August 1936 zu einem radikalen Autarkiekurs, der im wenig später verkündeten Vierjahresplan seinen Niederschlag fand. Der mit dessen Durchsetzung beauftragte Hermann Göring gründete das Amt für deutsche Roh- und Werkstoffe, das – unter Missachtung der Zuständigkeiten des RWM – massive Produktionssteigerungen bei der Rüstungs- und Grundstoffindustrie durchsetzen und mit der Gründung der staatseigenen Reichswerke Hermann Göring die private Hüttenindustrie erheblich unter Druck setzen konnte. Infolge des dadurch ausgelösten, im Laufe des Jahres 1937 eskalierenden Kompetenzkonflikts zwischen Görings Vierjahresplan-Behörde und dem RWM traten Schacht und sein Oberberghauptmann Ende 1937 zurück. Zuletzt wirkte Schlattmann als Direktor und Vorstandsmitglied der Charlottenburger Wasser- und Industriewerke AG in Berlin. Sein Amtsnachfolger im RWM wurde am 1. Februar 1938 Oskar Gabel.

## Schriften
- Bilderbuch vom Steinfall, ca. 1930. (zusammen mit Hugo Scheulen)